# Miro Bilan
Miro Bilan (ur. 21 lipca 1989 we Szybeniku) – chorwacki koszykarz, występujący na pozycji środkowego, reprezentant kraju, olimpijczyk, obecnie zawodnik Dinamo Sassari.
W 2014 reprezentował Houston Rockets, podczas rozgrywek letniej ligi NBA.

## Osiągnięcia
Stan na 19 maja 2020, na podstawie, o ile nie zaznaczono inaczej.
Drużynowe
- Mistrz:
  - Chorwacji (2014–2017)
  - Francji (2019)
- Wicemistrz:
  - Ligi Adriatyckiej (2012, 2014, 2015, 2017)
  - Chorwacji (2012)
- 3. miejsce w Lidze Adriatyckiej (2016)
- Zdobywca:
  - pucharu:
    - Chorwacji (2012, 2014–2017)
    - Francji (2018, 2019)

  - superpucharu
    - Włoch (2019)
    - Chorwacji (2011)
- Finalista:
  - Pucharu Chorwacji (2011, 2013)
  - Superpucharu Chorwacji (2013)

Indywidualne
- MVP:
  - Ligi Adriatyckiej (ABA – 2016)
  - Pucharu Chorwacji (2017)
  - miesiąca ABA (listopad, grudzień 2016)
  - kolejki:
    - ABA (31 – 2014/2015)
    - ligi chorwackiej (6, 1 runda play-off – 2015/2016)
- Zaliczony do:
  - I składu Ligi Adriatyckiej (2016, 2017)
  - II składu Eurocup (2019)
- Uczestnik meczu gwiazd ligi:
  - chorwackiej (2010, 2012, 2014, 2015)
  - francuskiej LNB Pro A (2018)
- Lider ligi chorwackiej w zbiórkach (2017)

Reprezentacja
- Uczestnik:
  - igrzysk olimpijskich (2016 – 5. miejsce)
  - mistrzostw Europy:
    - 2015 – 9. miejsce
    - U–20 (2008 – 12. miejsce, 2009 – 8. miejsce)
    - U–18 (2007 – 7. miejsce)

  - kwalifikacji:
    - do mistrzostw świata (2019)
    - olimpijskich (2016 – 1. miejsce)
    - Eurobasketu (2020)